# فهرست قطعنامه‌های شورای امنیت ۳۰۱ تا ۴۰۰
| قطعنامه‌های شورای امنیت                                      |
| ----------------------------------------------------------- |
| منابع: نشست‌های شورای امنیت • UNBISnet • ویکی‌نبشته           |
| ۱ تا ۱۰۰ (۱۹۴۶–۱۹۵۳)                                        |
| ۱۰۱ تا ۲۰۰ (۱۹۵۳–۱۹۶۵)                                      |
| ۲۰۱ تا ۳۰۰ (۱۹۶۵–۱۹۷۱)                                      |
| ۳۰۱ تا ۴۰۰ (۱۹۷۱–۱۹۷۶)                                      |
| ۴۰۱ تا ۵۰۰ (۱۹۷۶–۱۹۸۲)                                      |
| ۵۰۱ تا ۶۰۰ (۱۹۸۲–۱۹۸۷)                                      |
| ۶۰۱ تا ۷۰۰ (۱۹۸۷–۱۹۹۱)                                      |
| ۷۰۱ تا ۸۰۰ (۱۹۹۱–۱۹۹۳)                                      |
| ۸۰۱ تا ۹۰۰ (۱۹۹۳–۱۹۹۴)                                      |
| ۹۰۱ تا ۱۰۰۰ (۱۹۹۴–۱۹۹۵)                                     |
| ۱۰۰۱ تا ۱۱۰۰ (۱۹۹۵–۱۹۹۷)                                    |
| ۱۱۰۱ تا ۱۲۰۰ (۱۹۹۷–۱۹۹۸)                                    |
| ۱۲۰۱ تا ۱۳۰۰ (۱۹۹۸–۲۰۰۰)                                    |
| ۱۳۰۱ تا ۱۴۰۰ (۲۰۰۰–۲۰۰۲)                                    |
| ۱۴۰۱ تا ۱۵۰۰ (۲۰۰۲–۲۰۰۳)                                    |
| ۱۵۰۱ تا ۱۶۰۰ (۲۰۰۳–۲۰۰۵)                                    |
| ۱۶۰۱ تا ۱۷۰۰ (۲۰۰۵–۲۰۰۶)                                    |
| ۱۷۰۱ تا ۱۸۰۰ (۲۰۰۶–۲۰۰۸)                                    |
| ۱۸۰۱ تا ۱۹۰۰ (۲۰۰۸–۲۰۰۹)                                    |
| ۱۹۰۱ تا ۲۰۰۰ (۲۰۰۹–۲۰۱۱)                                    |
| ۲۰۰۱ تا ۲۱۰۰ (۲۰۱۱–۲۰۱۳)                                    |
| ۲۱۰۱ تا ۲۲۰۰ (۲۰۱۳–۲۰۱۵)                                    |
| ۲۲۰۱ تا ۲۳۰۰ (۲۰۱۵–۲۰۱۶)                                    |
| ۲۳۰۱ تا ۲۴۰۰ (۲۰۱۶–۲۰۱۸)                                    |
| ۲۲۰۱ تا ۲۳۰۰ (۲۰۱۸–تاکنون)                                  |
| متن مربوطه در ویکی‌نبشته : قطعنامه‌های شورای امنیت سازمان ملل |

فهرست زیر، شامل قطعنامه‌های سازمان ملل متحد از قطعنامهٔ شمارهٔ ۳۰۱ تا ۴۰۰ است که در بازهٔ زمانی ۲۰ اکتبر ۱۹۷۱ میلادی تا ۰۷ دسامبر ۱۹۷۶ به تصویب رسیده‌است.
| شمارهٔ قطعنامه | تاریخ           | آرا (موافق-ممتنع-مخالف) | موضوع نشست                                                                                   |
| ------------- | --------------- | ----------------------- | -------------------------------------------------------------------------------------------- |
| ۳۰۱           | ۲۰ اکتبر ۱۹۷۱   | ۱۳-۲-۰                  | وضعیت نامبیا                                                                                 |
| ۳۰۲           | ۲۴ نوامبر ۱۹۷۱  | ۱۴-۱-۰                  | شکایت توسط سنگال                                                                             |
| ۳۰۳           | ۰۶ دسامبر ۱۹۷۱  | ۱۱-۴-۰                  | وضعیت در شبه‌قارهٔ هند-پاکستان                                                                 |
| ۳۰۴           | ۰۸ دسامبر ۱۹۷۱  | ۱۵-۰-۰                  | پذیرش اعضای جدید سازمان ملل متحد: امارات متحده عربی                                          |
| ۳۰۵           | ۱۳ دسامبر ۱۹۷۱  | ۱۴-۰-۰                  | مسئلهٔ قبرس                                                                                   |
| ۳۰۶           | ۲۱ دسامبر ۱۹۷۱  | ۱۵-۰-۰                  | توصیه در مورد انتصاب دبیر کل سازمان ملل                                                      |
| ۳۰۷           | ۲۱ دسامبر ۱۹۷۱  | ۱۳-۲-۰                  | وضعیت در شبه‌قارهٔ هند/پاکستان                                                                 |
| ۳۰۸           | ۱۹ ژانویه ۱۹۷۲  | - -                     | درخواست سازمان آفریقایی وحدت در مورد برگزاری جلسات شورای امنیت سازمان ملل در پایتخت آفریقایی |
| ۳۰۹           | ۰۴ فوریه ۱۹۷۲   | ۱۴-۰-۰                  | وضعیت نامبیا                                                                                 |
| ۳۱۰           | ۰۴ فوریه ۱۹۷۲   | ۱۳-۲-۰                  | وضعیت نامبیا                                                                                 |
| ۳۱۱           | ۰۴ فوریه ۱۹۷۲   | ۱۴-۱-۰                  | مسئله درگیری‌های نژادی در آفریقای جنوبی ناشی از سیاست‌های آپارتاید دولت جمهوری آفریقای جنوبی   |
| ۳۱۲           | ۰۴ فوریه ۱۹۷۲   | ۹-۶-۰                   | مسئلهٔ در رابطه با وضعیت در سرزمین‌های تحت حکومت پرتغال                                        |
| ۳۱۳           | ۲۸ فوریه ۱۹۷۲   | ۱۵-۰-۰                  | وضعیت خاورمیانه                                                                              |
| ۳۱۴           | ۲۸ فوریه ۱۹۷۲   | ۱۳-۲-۰                  | مسئلهٔ در رابطه با وضعیت در رودزیای جنوبی                                                     |
| ۳۱۵           | ۱۵ ژوئن ۱۹۷۲    | ۱۴-۱-۰                  | مسئلهٔ قبرس                                                                                   |
| ۳۱۶           | ۲۶ ژوئن ۱۹۷۲    | ۱۳-۲-۰                  | وضعیت خاورمیانه                                                                              |
| ۳۱۷           | ۲۱ جولای ۱۹۷۲   | ۱۴-۱-۰                  | وضعیت خاورمیانه                                                                              |
| ۳۱۸           | ۲۸ جولای ۱۹۷۲   | ۱۴-۱-۰                  | مسئلهٔ در رابطه با وضعیت در رودزیای جنوبی                                                     |
| ۳۱۹           | ۰۱ اوت ۱۹۷۲     | ۱۴-۰-۰                  | وضعیت نامبیا                                                                                 |
| ۳۲۰           | ۲۹ سپتامبر ۱۹۷۲ | ۱۳-۲-۰                  | مسئلهٔ در رابطه با وضعیت در رودزیای جنوبی                                                     |
| ۳۲۱           | ۲۳ اکتبر ۱۹۷۲   | ۱۲-۳-۰                  | شکایت توسط سنگال                                                                             |
| ۳۲۲           | ۲۲ نوامبر ۱۹۷۲  | ۱۵-۰-۰                  | مسئلهٔ در رابطه با وضعیت در سرزمین‌های تحت حکومت پرتغال                                        |
| ۳۲۳           | ۰۶ دسامبر ۱۹۷۲  | ۱۳-۱-۰                  | وضعیت نامبیا                                                                                 |
| ۳۲۴           | ۱۲ دسامبر ۱۹۷۲  | ۱۴-۱-۰                  | مسئلهٔ قبرس                                                                                   |
| ۳۲۵           | ۲۶ ژانویه ۱۹۷۳  | ۱۵-۰-۰                  | درخواست پاناما                                                                               |
| ۳۲۶           | ۰۲ فوریه ۱۹۷۳   | ۱۳-۲-۰                  | فتنه انگیزی‌های رودزیای جنوبی                                                                 |
| ۳۲۷           | ۰۲ فوریه ۱۹۷۳   | ۱۴-۱-۰                  | تصمیم به اعمال تحریم‌ها بر زیمبابوه                                                           |
| ۳۲۸           | ۱۰ مارس ۱۹۷۳    | ۱۳-۲-۰                  | رودزیای جنوبی                                                                                |
| ۳۲۹           | ۱۰ مارس ۱۹۷۳    | ۱۵-۰-۰                  | تصمیم به اعمال تحریم‌ها بر زیمبابوه                                                           |
| ۳۳۰           | ۲۱ مارس ۱۹۷۳    | ۱۲-۳-۰                  | صلح و امنیت در آمریکای جنوبی                                                                 |
| ۳۳۱           | ۲۰ آوریل ۱۹۷۳   | ۱۵-۰-۰                  | وضعیت خاورمیانه                                                                              |
| ۳۳۲           | ۲۱ آوریل ۱۹۷۳   | ۱۱-۴-۰                  | وضعیت خاورمیانه                                                                              |
| ۳۳۳           | ۲۲ مه ۱۹۷۳      | ۱۲-۳-۰                  | رودزیای جنوبی                                                                                |
| ۳۳۴           | ۱۵ ژوئن ۱۹۷۳    | ۱۴-۱-۰                  | توسعه ی پایدار در قبرس                                                                       |
| ۳۳۵           | ۲۲ ژوئن ۱۹۷۳    | - -                     | پذیرش اعضای جدید سازمان ملل متحد                                                             |
| ۳۳۶           | ۱۸ جولای ۱۹۷۳   | ۱۵-۰-۰                  | پذیرش اعضای جدید سازمان ملل متحد: باهاماس                                                    |
| ۳۳۷           | ۱۵ اوت ۱۹۷۳     | ۱۵-۰-۰                  | هواپیماربایی در خطوط هوایی لبنان                                                             |
| ۳۳۸           | ۲۲ اکتبر ۱۹۷۳   | ۱۴-۱-۰                  | آتش‌بس در خاورمیانه                                                                           |
| ۳۳۹           | ۲۳ اکتبر ۱۹۷۳   | ۱۴-۱-۰                  | آتش‌بس بین مصر و اسرائیل                                                                      |
| ۳۴۰           | ۲۵ اکتبر ۱۹۷۳   | ۱۴-۰-۰                  | نیروهای اضطراری سازمان ملل متحد در خاورمیانه                                                 |
| ۳۴۱           | ۲۷ اکتبر ۱۹۷۳   | ۱۴-۰-۰                  | استقرار نیروهای اضطراری سازمان ملل متحد                                                      |
| ۳۴۲           | ۱۱ دسامبر ۱۹۷۳  | ۱۵-۰-۰                  | وضعیت نامبیا                                                                                 |
| ۳۴۳           | ۱۴ دسامبر ۱۹۷۳  | ۱۴-۱-۰                  | مسئلهٔ قبرس                                                                                   |
| ۳۴۴           | ۱۵ دسامبر ۱۹۷۳  | ۱۰-۴-۰                  | کنفرانس صلح در خاورمیانه                                                                     |
| ۳۴۵           | ۱۷ ژانویه ۱۹۷۴  | - -                     | زبان چینی در شورای امنیت                                                                     |
| ۳۴۶           | ۰۸ آوریل ۱۹۷۴   | ۱۳-۰-۰                  | مصر-اسرائیل                                                                                  |
| ۳۴۷           | ۲۴ آوریل ۱۹۷۴   | ۱۳-۰-۰                  | اسرائیل-لبنان                                                                                |
| ۳۴۸           | ۲۸ مه ۱۹۷۴      | ۱۴-۱-۰                  | ایران-عراق                                                                                   |
| ۳۴۹           | ۲۹ مه ۱۹۷۴      | ۱۴-۱-۰                  | قبرس                                                                                         |
| ۳۵۰           | ۳۱ مه ۱۹۷۴      | ۱۳-۰-۰                  | اسرائیل-جمهوری عربی سوریه                                                                    |
| ۳۵۱           | ۱۰ ژوئن ۱۹۷۴    | - -                     | عضویت بنگلادش                                                                                |
| ۳۵۲           | ۲۱ ژوئن ۱۹۷۴    | ۱۵-۰-۰                  | عضویت گرانادا                                                                                |
| ۳۵۳           | ۲۰ جولای ۱۹۷۴   | ۱۵-۰-۰                  | قبرس                                                                                         |
| ۳۵۴           | ۲۳ جولای ۱۹۷۴   | ۱۵-۰-۰                  | قبرس                                                                                         |
| ۳۵۵           | ۰۱ اوت ۱۹۷۴     | ۱۳-۲-۰                  | قبرس                                                                                         |
| ۳۵۶           | ۱۲ اوت ۱۹۷۴     | ۱۵-۰-۰                  | عضویت گینه بیسائو                                                                            |
| ۳۵۷           | ۱۴ اوت ۱۹۷۴     | ۱۵-۰-۰                  | قبرس                                                                                         |
| ۳۵۸           | ۱۵ اوت ۱۹۷۴     | ۱۵-۰-۰                  | قبرس                                                                                         |
| ۳۵۹           | ۱۵ اوت ۱۹۷۴     | ۱۴-۰-۰                  | قبرس                                                                                         |
| ۳۶۰           | ۱۶ اوت ۱۹۷۴     | ۱۱-۳-۰                  | قبرس                                                                                         |
| ۳۶۱           | ۳۰ اوت ۱۹۷۴     | ۱۵-۰-۰                  | قبرس                                                                                         |
| ۳۶۲           | ۲۳ اکتبر ۱۹۷۴   | ۱۳-۰-۰                  | مصر-اسرائیل                                                                                  |
| ۳۶۳           | ۲۹ نوامبر ۱۹۷۴  | ۱۳-۰-۰                  | اسرائیل-جمهوری عربی سوریه                                                                    |
| ۳۶۴           | ۱۳ دسامبر ۱۹۷۴  | ۱۴-۰-۰                  | قبرس                                                                                         |
| ۳۶۵           | ۱۳ دسامبر ۱۹۷۴  | - -                     | قبرس                                                                                         |
| ۳۶۶           | ۱۷ دسامبر ۱۹۷۴  | ۱۵-۰-۰                  | نامبیا                                                                                       |
| ۳۶۷           | ۱۲ مارس ۱۹۷۵    | - -                     | قبرس                                                                                         |
| ۳۶۸           | ۱۷ آوریل ۱۹۷۵   | ۱۳-۰-۰                  | مصر-اسرائیل                                                                                  |
| ۳۶۹           | ۲۸ مه ۱۹۷۵      | ۱۳-۰-۰                  | اسرائیل-سوریه                                                                                |
| ۳۷۰           | ۱۳ ژوئن ۱۹۷۵    | ۱۴-۰-۰                  | قبرس                                                                                         |
| ۳۷۱           | ۲۴ جولای ۱۹۷۵   | ۱۳-۰-۰                  | مصر-اسرائیل                                                                                  |
| ۳۷۲           | ۱۸ اوت ۱۹۷۵     | ۱۵-۰-۰                  | عضویت کیپ ورد                                                                                |
| ۳۷۳           | ۱۸ اوت ۱۹۷۵     | ۱۵-۰-۰                  | عضویت سائوتومه و پرینسیپ                                                                     |
| ۳۷۴           | ۱۸ اوت ۱۹۷۵     | ۱۵-۰-۰                  | عضویت موزامبیک                                                                               |
| ۳۷۵           | ۲۲ سپتامبر ۱۹۷۵ | ۱۵-۰-۰                  | عضویت پاپوآ گینه نو                                                                          |
| ۳۷۶           | ۱۷ اکتبر ۱۹۷۵   | ۱۴-۰-۰                  | عضویت کومور                                                                                  |
| ۳۷۶           | ۲۲ اکتبر ۱۹۷۵   | - -                     | صحرای غربی                                                                                   |
| ۳۷۸           | ۲۳ اکتبر ۱۹۷۵   | ۱۳-۰-۰                  | مصر-اسرائیل                                                                                  |
| ۳۷۹           | ۰۲ نوامبر ۱۹۷۵  | - -                     | صحرای غربی                                                                                   |
| ۳۸۰           | ۰۶ نوامبر ۱۹۷۵  | - -                     | صحرای غربی                                                                                   |
| ۳۸۱           | ۳۰ نوامبر ۱۹۷۵  | ۱۳-۰-۰                  | اسرائیل-جمهوری عربی سوریه                                                                    |
| ۳۸۲           | ۰۱ دسامبر ۱۹۷۵  | ۱۵-۰-۰                  | عضویت سورینام                                                                                |
| ۳۸۳           | ۱۳ دسامبر ۱۹۷۵  | ۱۴-۰-۰                  | قبرس                                                                                         |
| ۳۸۴           | ۲۲ دسامبر ۱۹۷۵  | ۱۵-۰-۰                  | اوضاع در تیمور شرقی                                                                          |
| ۳۸۵           | ۳۰ ژانویه ۱۹۷۶  | ۱۵-۰-۰                  | وضعیت نامبیا                                                                                 |
| ۳۸۶           | ۱۷ مارس ۱۹۷۶    | ۱۵-۰-۰                  | وضعیت در رودزی                                                                               |
| ۳۸۷           | ۳۱ مارس ۱۹۷۶    | ۹-۵-۰                   | آنگولا-آفریقای جنوبی                                                                         |
| ۳۸۸           | ۰۶ آوریل ۱۹۷۶   | ۱۵-۰-۰                  | رودزیای جنوبی                                                                                |
| ۳۸۹           | ۲۲ آوریل ۱۹۷۶   | ۱۲-۲-۰                  | اشغال تیمور شرقی توسط اندونزی                                                                |
| ۳۹۰           | ۲۸ مه ۱۹۷۶      | ۱۳-۰-۰                  | اسرائیل-جمهوری عربی سوریه                                                                    |
| ۳۹۱           | ۱۵ ژوئن ۱۹۷۶    | ۱۳-۰-۰                  | قبرس                                                                                         |
| ۳۹۲           | ۱۹ ژوئن ۱۹۷۶    | - -                     | آفریقای جنوبی                                                                                |
| ۳۹۳           | ۳۰ جولای ۱۹۷۶   | ۱۴-۱-۰                  | آفریقای جنوبی-زامبیا                                                                         |
| ۳۹۴           | ۱۶ اوت ۱۹۷۶     | ۱۵-۰-۰                  | پذیرش اعضای جدید سازمان ملل متحد: سیشل                                                       |
| ۳۹۵           | ۲۵ اوت ۱۹۷۶     | ۱۵-۰-۰                  | یونان-ترکیه                                                                                  |
| ۳۹۶           | ۲۲ اکتبر ۱۹۷۶   | ۱۳-۰-۰                  | مصر-اسرائیل                                                                                  |
| ۳۹۷           | ۲۲ نوامبر ۱۹۷۶  | ۱۳-۱-۰                  | پذیرش اعضای جدید سازمان ملل متحد: آنگولا                                                     |
| ۳۹۸           | ۳۰ نوامبر ۱۹۷۶  | ۱۲-۰-۰                  | اسرائیل-جمهوری عربی سوریه                                                                    |
| ۳۹۹           | ۰۱ دسامبر ۱۹۷۶  | ۱۵-۰-۰                  | پذیرش اعضای جدید سازمان ملل متحد: ساموای غربی                                                |
| ۴۰۰           | ۰۷ دسامبر ۱۹۷۶  | - -                     | توصیه در مورد انتصاب دبیر کل سازمان ملل                                                      |